# Victor Núñez
Víctor Amaury Núñez Rodríguez (Santo Domingo, 1980. április 15. –) Costa Rica-i válogatott labdarúgó.

## Pályafutása

### Klubcsapatban
Santo Domingóban született a Dominikai Köztársaságban és 9 éves korában költözött Costa Ricába. Pályafutását 1999-ben a Deportivo Saprissa csapatában kezdte, ahol 2003-ig játszott, de két alkalommal is kölcsönadták, először a Limonensének, majd azt követően a Santa Bárbarának. 2003 és 2008 között az LD Alajuelense együttesében játszott, de 2004 és 2006 között a Cartaginésben szerepelt kölcsönben. 2008 és 2010 között a Municipal Liberia játékosa volt. 2010-től 2015-ig a Heredianóban játszott, melynek tagjaként 2012-ben és 2013-ban bajnoki címet szerzett. 2015-ben a hondurasi Real España, 2015 és 2016 között a Santos de Guápiles labdarúgója volt. 2016 és 2017 között ismét a Heredianóban szerepelt és újabb bajnoki címeket (2016, 2017) szerzett. 2018-ban a Santos de Guápilesben játszott. 2019-ben a dominikai Cibao együttesében fejezte be a pályafutását. 

### A válogatottban
2006 és 2013 között 27 alkalommal szerepelt a Costa Rica-i válogatottban és 7 gólt szerzett. Részt vett a 2006-os világbajnokságon, de nem kapott lehetőséget egyetlen találkozón sem.

## Sikerei, díjai
Herediano
- Costa Rica-i bajnok (4):  2012 Verano, 2013 Verano, 2016 Verano, 2017 Verano

Municipal Liberia
- Costa Rica-i bajnok (1): Verano 2009

Cibao FC
- Dominikai köztársasági bajnok (1): 2018

Costa Rica
- Copa Centroamericana ezüstérmes (1): 2009

## Külső hivatkozások
- Victor Núñez adatlapja a National-Football-Teams.com oldalon (angolul)

- Victor Núñez (angol nyelven). FootballDatabase.eu
- Victor Núñez (német nyelven). kicker.de
- Victor Núñez adatlapja a worldfootball.net oldalon (angolul)